# Грин (округ, Северная Каролина)
Округ Грин (англ. Greene County) располагается в США, штате Северная Каролина. Официально образован в 1791 году. По состоянию на 2010 год, численность населения составляла 21 362 человека. Получил своё название в честь американского генерала Натаниэля Грина.

## География
По данным Бюро переписи США, общая площадь округа равняется 688,9 км², из которых 686,3 км² суша и 1,3 км² или 0,18 % это водоёмы.

### Соседние округа
- Питт (Северная Каролина) — северо-восток
- Ленор (Северная Каролина) — юг
- Уэйн (Северная Каролина) — запад
- Уилсон (Северная Каролина) — северо-запад

## Демография
По данным переписи населения 2000 года в округе проживает 18 974 жителей в составе 6 696 домашних хозяйств и 4 955 семей. Плотность населения составляет 28 человек на км². На территории округа насчитывается 7 368 жилых строений, при плотности застройки 11 строений на км². Расовый состав населения: белые — 51,83 %, афроамериканцы — 41,21 %, коренные американцы (индейцы) — 0,30 %, азиаты — 0,09 %, гавайцы — 0,01 %, представители других рас — 5,75 %, представители двух или более рас — 0,80 %. Испаноязычные составляли 7,96 % населения.
В составе 34,30 % из общего числа домашних хозяйств проживают дети в возрасте до 18 лет, 52,10 % домашних хозяйств представляют собой супружеские пары проживающие вместе, 17,30 % домашних хозяйств представляют собой одиноких женщин без супруга, 26,00 % домашних хозяйств не имеют отношения к семьям, 22,60 % домашних хозяйств состоят из одного человека, 10,00 % домашних хозяйств состоят из престарелых (65 лет и старше), проживающих в одиночестве. Средний размер домашнего хозяйства составляет 2,65 человека, и средний размер семьи 3,09 человека.
Возрастной состав округа: 25,30 % моложе 18 лет, 9,40 % от 18 до 24, 30,90 % от 25 до 44, 22,30 % от 45 до 64 и 12,10 % от 65 и старше. Средний возраст жителя округа 36 лет. На каждые 100 женщин приходится 105,70 мужчин. На каждые 100 женщин старше 18 лет приходится 103,90 мужчин.
Средний доход на домохозяйство в округе составлял 32 074 USD, на семью — 36 419 USD. Среднестатистический заработок мужчины был 27 048 USD против 21 351 USD для женщины. Доход на душу населения составлял 15 452 USD. Около 16,00 % семей и 20,20 % общего населения находились ниже черты бедности, в том числе — 28,30 % молодежи (тех кому ещё не исполнилось 18 лет) и 20,50 % тех кому было уже больше 65 лет.